# 1848
- Wikisource

| Calendário gregoriano                                                        | 1848 MDCCCXLVIII                    |
| Ab urbe condita                                                              | 2601                                |
| Calendário arménio                                                           | 1297 – 1298                         |
| Calendário bahá'í                                                            | 4 – 5                               |
| Calendário budista                                                           | 2392                                |
| Calendário chinês                                                            | 4544 – 4545 Início a 5 de fevereiro |
| Calendário copta                                                             | 1564 – 1565                         |
| Calendário etíope                                                            | 1840 – 1841                         |
| Calendários hindus - Vikram Samvat - Calendário nacional indiano - Cáli Iuga | 1903 – 1904 1769 – 1770 4948 – 4949 |
| Calendário Holoceno                                                          | 11848                               |
| Calendário islâmico                                                          | 1264 – 1265                         |
| Calendário judaico                                                           | 5608 – 5609                         |
| Calendário persa                                                             | 1226 – 1227 Início a 21 de março    |
| Calendário rúnico                                                            | 2098                                |
| Calendário solar tailandês                                                   | 2391                                |

1848 (MDCCCXLVIII, na numeração romana)  foi um ano bissexto do século XIX do actual Calendário Gregoriano, da Era de Cristo, e as suas letras dominicais foram  B e A (52 semanas), teve início a um sábado e terminou a um domingo.
| Ano completo                      |
| --------------------------------- |
| Ano bissexto com início ao sábado |

## Eventos

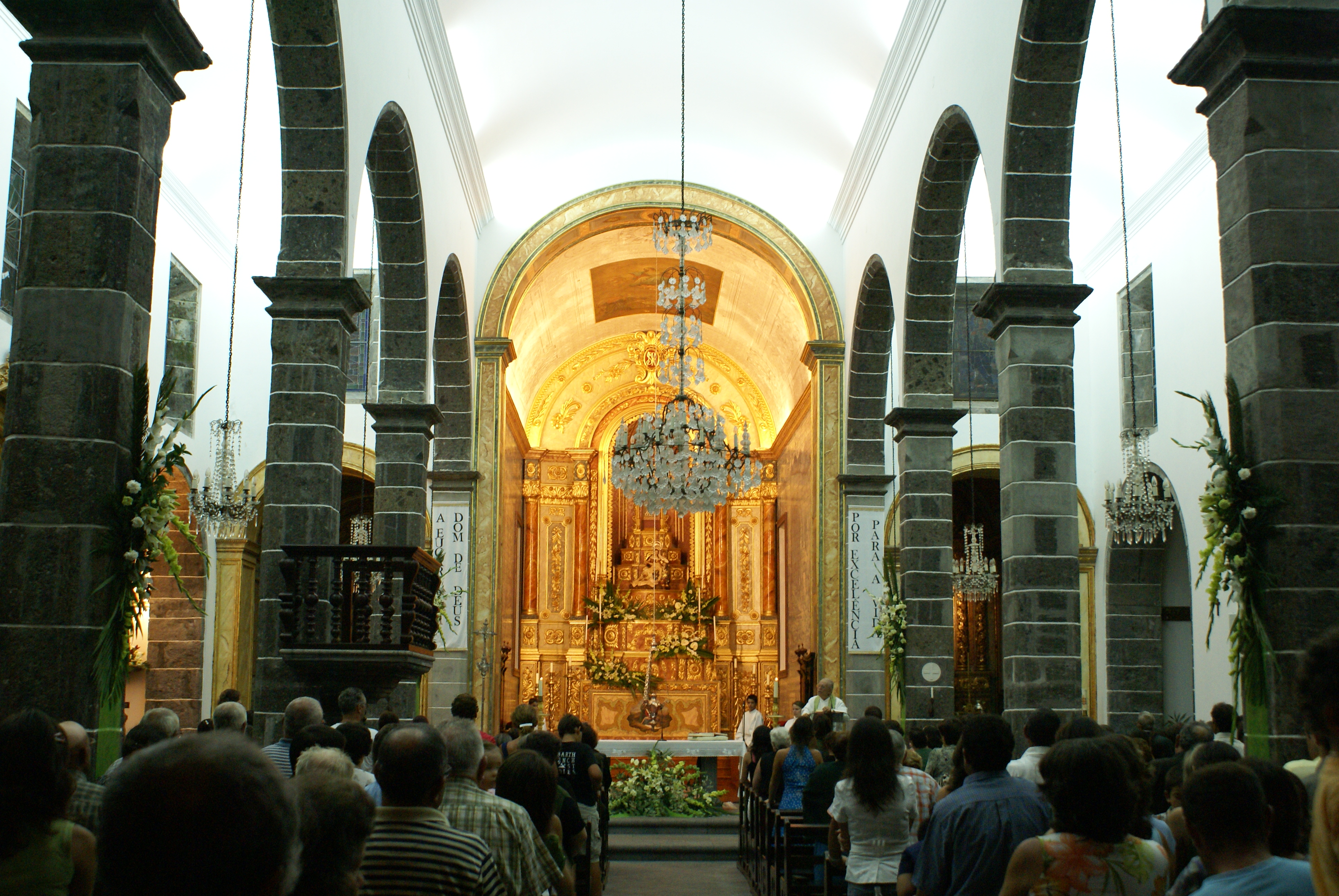
Igreja de Nossa Senhora da Piedade, Ponta Garça, nave central, Vila Franca do Campo, ilha de São Miguel, Açores.

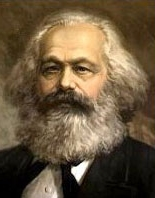
Karl Marx.

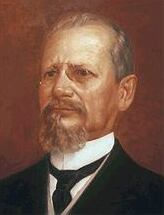
Rodrigues Alves, 5º presidente do Brasil.

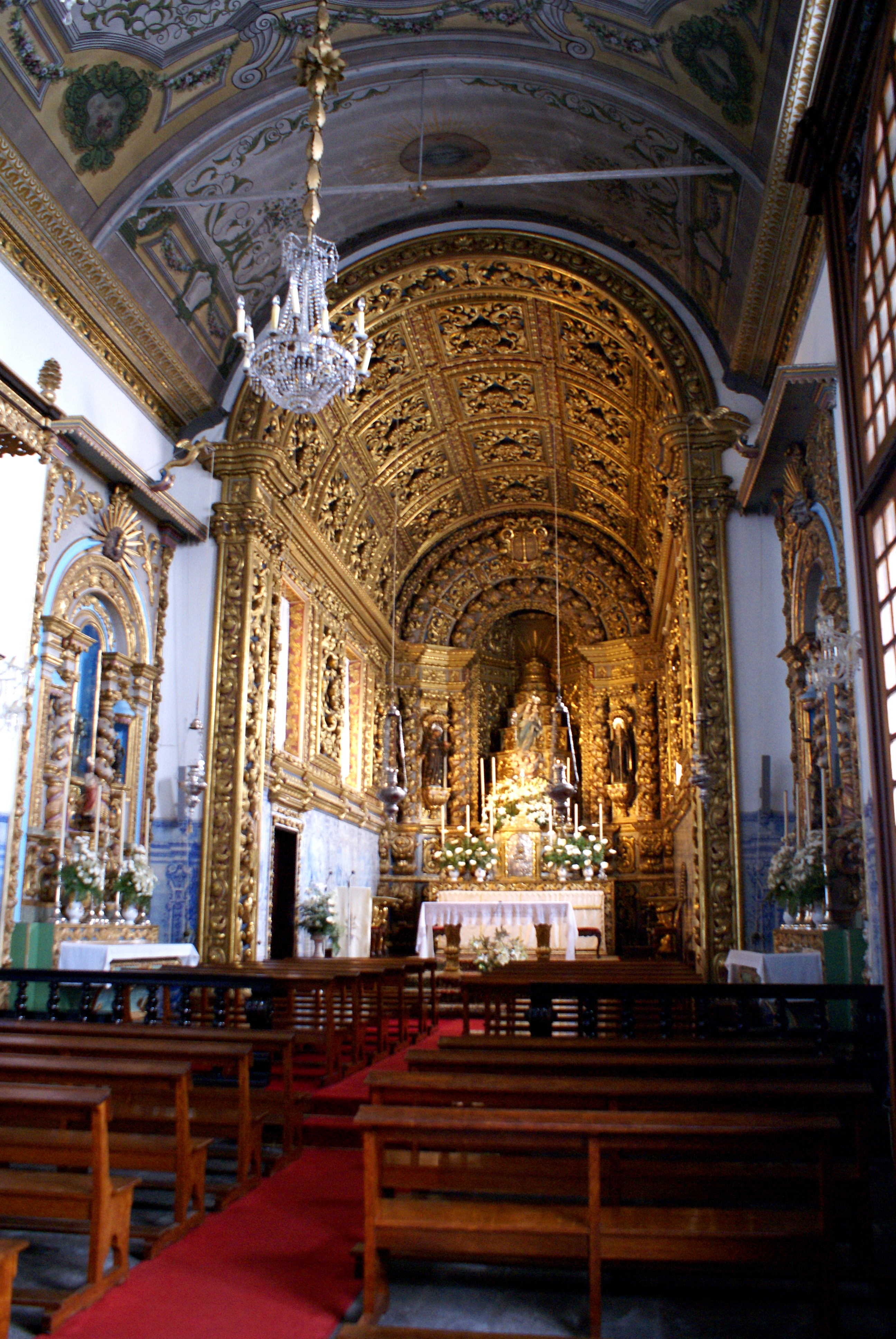
Nave central do Convento da Esperança, Igreja de Santo Cristo, Ponta Delgada, ilha de São Miguel, Açores.

- Dá-se uma série de revoluções na Europa central e oriental, precisamente conhecidas por Revoluções de 1848.
- Publicado o Manifesto Comunista por Karl Marx e Friedrich Engels.
- Início da construção da atual Basílica Velha de Aparecida pelo frei Monte Carmelo.
- Em Portugal, é elevada à categoria de cidade a vila de Viana do Castelo.
- É fundada a Banda Curica, a banda mais antiga em atividade na América Latina.
- Introdução da primeira máquina a vapor na ilha de São Miguel, Açores.
- Tremores de terra na ilha de São São Miguel, Açores.
- Quatro cantões da suíça assinam uma Constituição Federal, nasce a Confederação Helvética (CH).

### Fevereiro
- 21 de fevereiro – Em Londres, foi publicado anonimamente o Manifesto Comunista.
- 22 de fevereiro - Em Paris, inicia-se a Revolução de 1848.

### Março
- 22 de março - Em Veneza, é restaurada a República de Veneza.

### Maio
- 29 de maio - Wisconsin torna-se o 30º estado norte-americano.

### Julho
- 4 de julho - Colocação da pedra fundamental na construção do Monumento a Washington.
- 19 e 20 de julho - Ocorreu a Convenção de Seneca Falls.

### Outubro
- 7 de outubro - Uma inusitada aurora boreal para as latitudes dos Açores, ilumina os céus nocturnos, causando o pânico entre a população.
- 17 de outubro - Uma segunda e inusitada aurora boreal para as latitudes dos Açores ilumina os céus nocturnos, causando o pânico entre a população das ilhas.
- 24 de outubro - Manaus é elevada à categoria de cidade.[1]

### Novembro
- 7 de novembro - Rebenta no Pernambuco a Revolução Praieira
- 10 de novembro - 1ª Batalha da Revolução Praieira, em Abreu e Lima (Povoado de Maricota).

### Dezembro
- 25 de dezembro – Realização de uma exposição agrícola-industrial em Ponta Delgada, ilha de São Miguel.

## Nascimentos
- 22 de Janeiro - Eliodoro Villazón Montaño, presidente da Bolívia de 1909 a 1913 (m. 1939).
- 19 de Março - Wyatt Earp, lendário xerife do oeste americano (m. 1929).
- 28 de Maio - Maria Bernarda Bütler, bem-aventurada (m. 1924)
- 7 de Junho - Paul Gauguin, pintor francês (m. 1903).
- 7 de Julho - Francisco de Paula Rodrigues Alves, presidente do Brasil (m. 1919).
- 15 de Julho - Vilfredo Pareto, político, sociólogo e economista italiano (m. 1923).
- 15 de agosto - António José Enes, político português (m. 1901).
- 4 de Setembro - George Edward Dobson zoólogo irlandês (m. 1895).
- 23 de Setembro - Otto Lilienthal, engenheiro alemão (m. 1896).
- 24 de Junho - Brooks Adams, foi um sociólogo norte-americano, m. 1927.

## Mortes
- 20 de janeiro - Cristiano VIII da Dinamarca, rei da Dinamarca de 1839 a 1848 e rei da Noruega em 1814 (n. 1786)
- 21 de Maio - Pierre Laurent Wantzel, matemático francês (n. 1814).
- 4 de Julho - François-René de Chateaubriand, poeta, ensaísta e diplomata francês, percursor do Romantismo.
- 7 de Agosto - Jöns Jacob Berzelius, químico sueco (n. 1779).
- 7 de Dezembro - Martins Pena, dramaturgo e diplomata brasileiro (n. 1815).
- 19 de Dezembro - Emily Brontë, escritora e poetisa inglesa, autora do romance Wuthering Heights (O Morro dos Ventos Uivantes).
- 27 de Dezembro - Jacques-Laurent Agasse, pintor suíço (n. 1767).

## Por tema
- 1848 na ciência
- 1848 na literatura
- 1848 na música